# Babieca

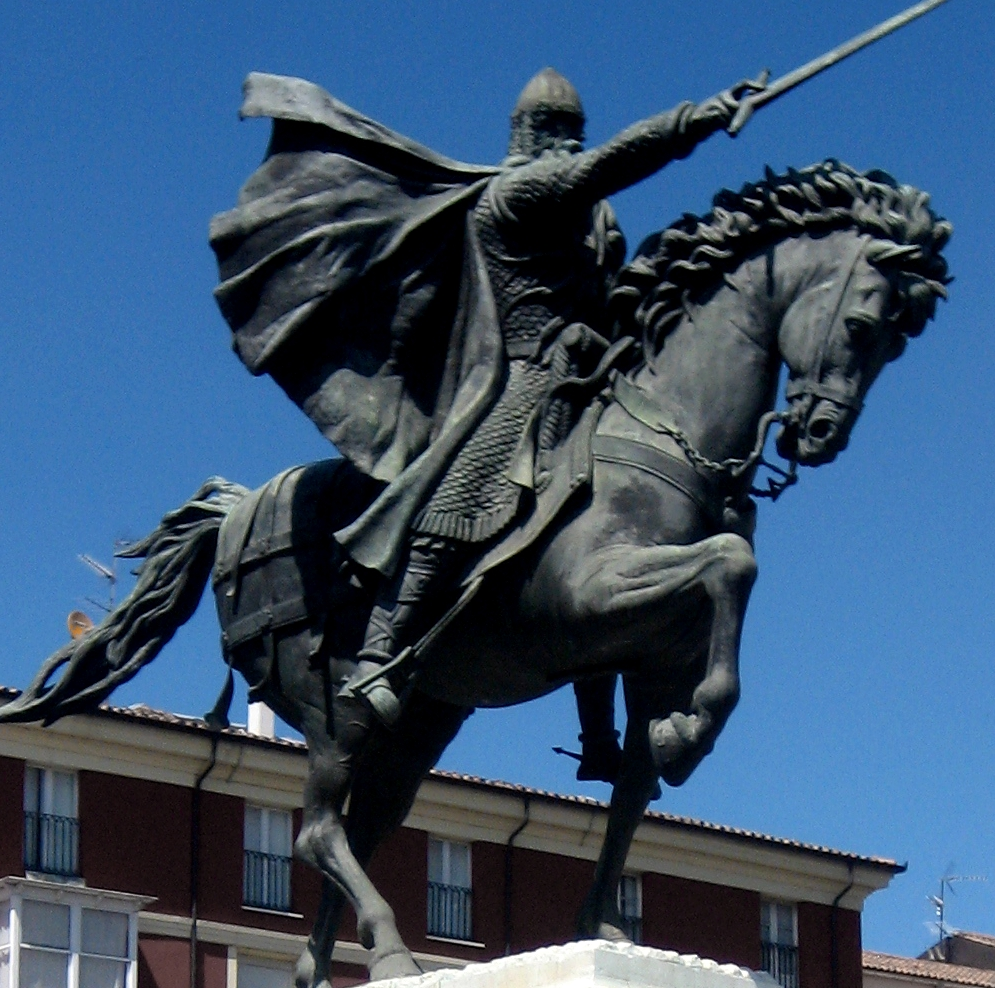
Monumento al Cid Campeador, en Burgos.

Babieca fue el legendario caballo que las fuentes literarias, a partir del Cantar de mio Cid (escrito hacia 1200), y la tradición posterior, atribuyen al noble castellano Rodrigo Díaz de Vivar, conocido como El Cid Campeador, quien llegó a dominar prácticamente todo el oriente de la península ibérica a finales del siglo XI.

## Babieca: las fuentes literarias
Antes de ser nominado en el Cantar de mio Cid, el caballo del héroe castellano estaba caracterizado sin nombre en el Carmen Campidoctoris (compuesto c. 1190) como un caballo norteafricano comprado por mil dinares, de gran agilidad y velocidad, algo especialmente valorado en los caballos de guerra, que eran robustos, pesados y relativamente lentos.
Sin embargo, en el mismo Cantar se le presenta a Babieca, después de la toma de Valencia y cuando el Cid va a recibir a su mujer e hijas, como un trofeo de guerra que las posteriores prosificaciones cronísticas del poema atribuyen concretamente a la victoria sobre el rey de la Taifa de Sevilla, relatada poco antes en el poema.

e aduxiéssenle a Bavieca     (poco avié que·l' ganara)
Y que le trajesen a Babieca     (hacía poco que lo había ganado)
Cantar de mio Cid, v. 1573

En el siglo XIII, se documenta la tradición posterior que explicó el nombre del caballo aparecido en el Cantar de mio Cid según el significado que entonces tenía el término «babieca», equivalente a 'necio' o 'tonto'. A partir de esa acepción se forjó la leyenda explicativa del nombre, documentada en la Crónica particular del Cid, e imaginada en la infancia del héroe:

E a este su padrino después de tiempo demandó un potro de sus yeguas. En cuando ge lo hovo a dar, metióle entre muchas yeguas con muchos buenos potros, e mandó que escogiese e que tomase el mejor (...) e a la postre slió una yegua con un potro feo e sarnoso, e dixo a su padrino: «Este quiero yo», e su padrino, muy sañudo, díxole con saña: «¡bavieca, mal escogistes!», e dixo estonces Rodrigo: «Este será buen cavallo, e Bavieca abrá nombre.»
Crónica particular del Cid, f. IV.º

El vicario del arciprestazgo de Campo, que incluía "Cañizal" (Cañizar de Amaya), en el oeste de Burgos, Manuel José del Hoyo, afirmaba que, según la tradición, el caballo del Cid era de Cañizal.

## Etimología
Aunque se ha buscado el porqué del nombre del Cantar de mio Cid, no se ha encontrado una explicación satisfactoria. La hipótesis mejor fundada fue postulada por Martín de Riquer en 1953 y sostenía que el nombre de «Babieca» fue tomado por analogía con el caballo de Guillermo de Orange, del ciclo épico francés, que se llamaba Bauçan, ya que en castellano medieval «bausán» significaba 'necio' o 'tonto', lo mismo que «babieca».
Otras explicaciones para la razón de este nombre han sido ofrecidas por Menéndez Pidal, que atribuía a un uso jocoso el sobrenombre del caballo cidiano, aunque esta tesis no concuerda con la caracterización del caballo ni con el tono del poema épico.
Sin soporte documental, se ha pensado que «babieca» signifique 'babeador', pero no existe testimonio alguno de que la palabra «babieca» haya tenido ese sentido, ni es posible relacionar etimológicamente «babieca» con «babeador».
Por último, se ha propuesto que el nombre provenga del uso de algunas hablas aragonesas en las que el término babieca (o babueca) significa 'búho' o 'lechuza', sentido igualmente documentado en dialectos catalanes del Ampurdán con la acepción de 'autillo'.

## Tumba de Babieca

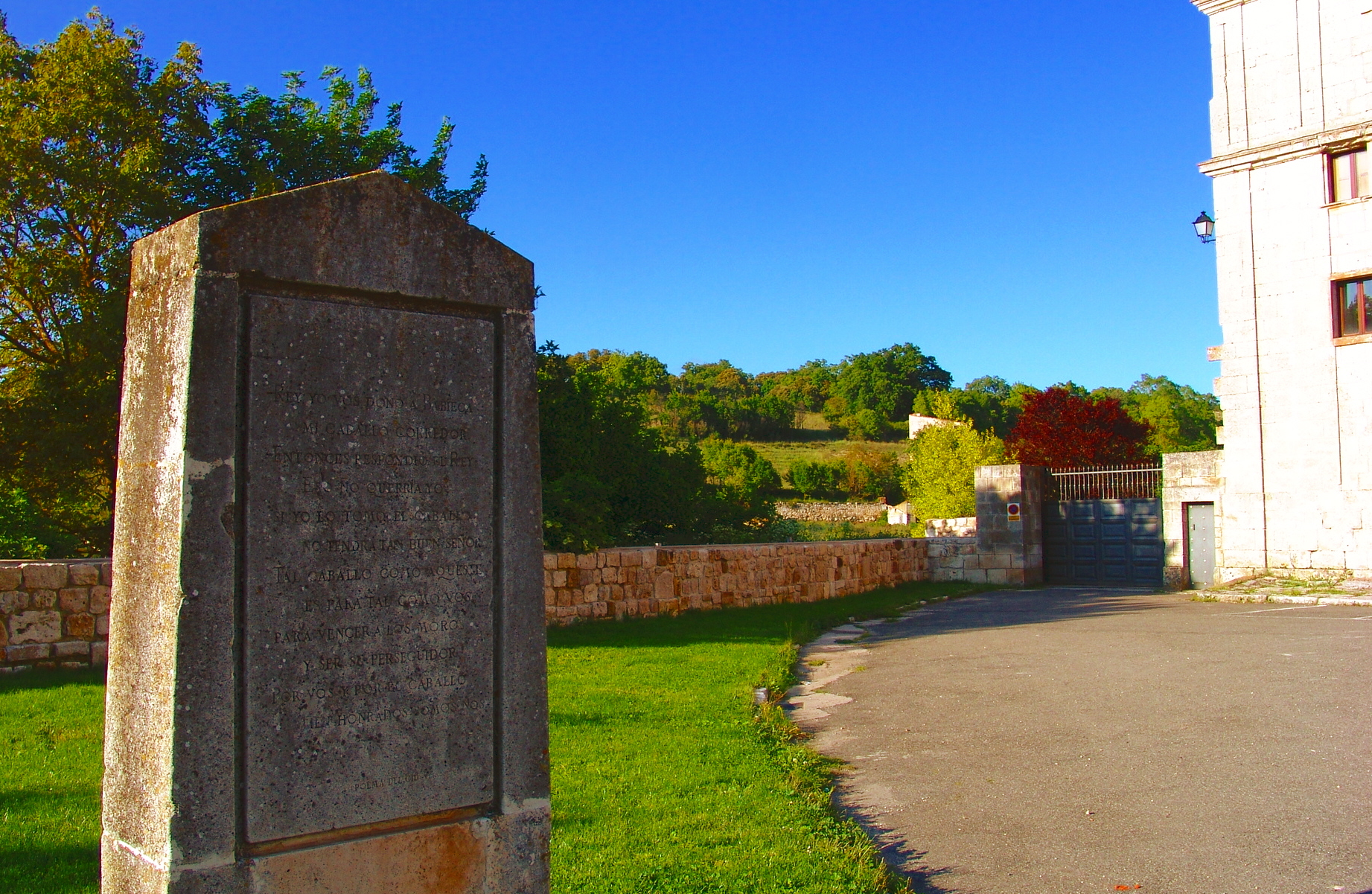
Monolito que recuerda a Babieca en San Pedro de Cardeña en el lugar señalado por la tradición.

Según la Leyenda de Cardeña, elaborada en torno al monasterio de San Pedro de Cardeña hacia 1270, fue el caballo sobre el que la esposa de El Cid montó el cadáver de éste para hacer creer a sus enemigos que seguía vivo. Después, Babieca no volvió a ser montado y murió dos años más tarde a la inusual edad de cuarenta años. Según esta tradición, fue enterrado en algún lugar del monasterio de San Pedro de Cardeña, a diez kilómetros de Burgos, en el término municipal de Castrillo del Val y junto a las localidades de Cardeñajimeno y Carcedo.
En la explanada situada frente a la fachada principal, en la que aparece una imagen ecuestre del Cid Campeador, hay una estatua del Sagrado Corazón, y a la izquierda, un monolito con leyenda alusiva al caballo Babieca. Coincide con el lugar donde, según la tradición, fue sepultado el fiel animal, aunque las excavaciones arqueológicas financiadas por el Duque de Alba en el año 1949 no obtuvieron resultados.